# Milodòntids
Els milodòntids (Mylodontidae) són una família extinta de peresosos gegants. Probablement eren de moviments lents i usaven les urpes davanteres com a arma defensiva.

## Taxonomia
- Família Mylodontidae
  -  ?Chubutherium
  - Octodontotherium
  - Subfamília Mylodontinae
    - Archaeomylodon
    - Bolivartherium
    - Glossotheridium
    - Glossotheriopsis
    - Glossotherium
    - Kiyumylodon
    - Lestobradys
    - Lestodon
    - Lestodontidion
    - Megabradys
    - Mylodon
    - Mylodonopsis
    - Oreomylodon
    - Paramylodon
    - Pleurolestodon
    - Promylodon
    - Pseudoprepotherium
    - Ranculcus
    - Simomylodon
    - Sphenotherus
    - Stenodon
    - Strabosodon
    - Thinobadistes

  - Subfamília Scelidotheriinae
    - Amnotherium
    - Analcitherium
    - Catonyx
    - Lymodon
    - Nematherium
    - Neonematherium
    - Proscelidodon
    - Scelidodon
    - Scelidotherium
    - Sibyllotherium
    - Valgipes